# 都市伝説先輩
『都市伝説先輩』（としでんせつせんぱい）は、平岡一輝による日本の漫画。ウェブコミック配信サイト『少年ジャンプ+』（集英社）にて、2024年11月16日から土曜更新で連載中。平岡一輝としては前作「雀児」完結から11か月ぶりの連載となる。

## 沿革
2024年11月16日から連載開始。なお3話まで毎週連載だったが、4話から隔週に移行した。

## あらすじ
女子大学生もくめは幼いころからオカルト好きだが今まで一度もオカルト現象に遭遇したことがなかったのでオカルトサークルにて都市伝説を引き寄せるという先輩・くぐつの存在を知る。彼女は彼の力で様々な都市伝説に遭遇していく。

## 登場人物
もくめ
女性主人公。大学1年生。黒髪長髪。幼いころからオカルト好きでオカルト現象に遭遇したかったのでオカルトサークルにある大学へ入学。先輩くぐつによって保育園から興味を持っていた口裂け女に会えたので彼に協力していくことになる。オカルトのためならと色々な物を準備している。
くぐつ
大学2年生。黒髪短髪。都市伝説を呼び寄せる力があるがオカルトに興味はなかったのでお金絡みで入っていたオカルトサークルを離れていたが、もくめのお願いに協力したことでサークルに入りなおす。普段は200円のもやし学食で済ませており、授業以外ではパチンコ・麻雀・日雇いバイトをやっているのでもくめのお金につられやすい。喫煙者。アパートに住んでいる。
ゴン輔
経営学部所属の大学2年生。もくめにくぐつのことを教えた。もくめからヒバゴン先輩と呼ばれている。妹にゴン花、弟にゴン蔵がいる。高校生のころは成績優秀でカースト上位の生徒であったが、何度も大学受験に失敗したのをキッカケに国家による陰謀論なのではないかと疑心暗鬼になり、家の中でティンホイル・ハットを被る生活を送っていたが、ゴン花に説得されたことで自身の過ちに気づき、その後は元に戻っている。
黒岩 ゆっこ（くろいわ ゆっこ）
女性。総合文化政策学部所属の大学3年生でオカルトサークル部部長。染髪でいつも帽子を被っている。UMA好き。父親の武はバラエティ番組「黒岩武探検隊」に出演している。
鯨 カスミ（くじら カスミ）
女性。教育人間科学部所属の大学3年生。顔が見えないほどの長髪でもくめから幽霊と勘違いされる。理由は不明だが、カバンの中に常に釘が刺さった藁人形を携帯している。

## 用語解説
アオミナティ
A大学のオカルトサークルのSNS。

## 書誌情報
- 平岡一輝『都市伝説先輩』 集英社〈ジャンプ・コミックス〉、既刊2巻（2025年8月4日現在）
  1. 2025年3月4日発売[3][4]、ISBN 978-4-08-884495-4
  2. 2025年8月4日発売[5]、ISBN 978-4-08-884678-1